# Seinstelsel

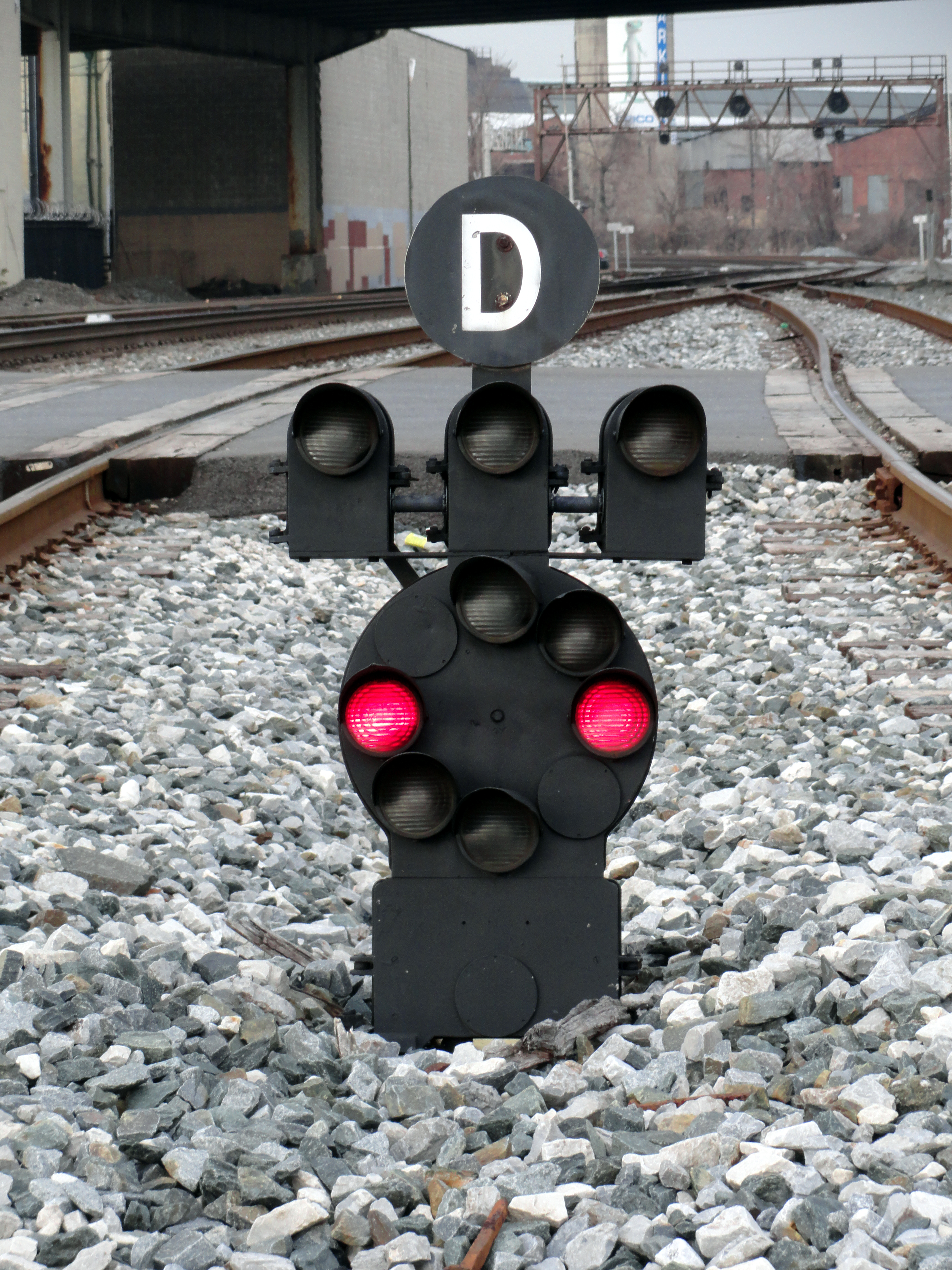
Een vormsein, uitgevoerd als dwergsein. Deze is van de Amerikaanse spoorwegonderneming CSX en staat bij Baltimore in Maryland. Er zijn ook enkele vormseinen bevestigd aan de seinbrug die verderop staat. Daarvan is alleen de achterzijde zichtbaar.

Een seinstelsel is een samenhangend geheel van seinbeelden. Seinbeelden zijn de berichten die spoorwegseinen doorgeven aan de machinist of treinbestuurder. Kennis van een seinstelsel omvat naast de betekenissen van de seinbeelden ook de algemene principes, kenmerken en samenhang van de seinbeelden. Kennis van een seinstelsel geeft ook inzicht in de mogelijkheden en beperkingen van dat seinstelsel.
Een spoorwegonderneming kent vaak meer dan honderd soorten seinen, maar bij de beschrijving van seinstelsels beperkt men zich tot de seinen die toestemming geven om te rijden en opdrachten om af te remmen of te stoppen. Binnen een land of spoorwegonderneming wordt één of een beperkt aantal seinstelsels gehanteerd.

## Kenmerken van seinstelsels
Seinstelsels kunnen onderling belangrijk verschillen. Een voorbeeld is het begrip dat een groen licht aan de machinist overbrengt. In sommige seinstelsels zegt een groen licht alleen iets over de toestand van het spoor, namelijk dat het spoor vrij is, wat betekent dat er op dat moment geen andere trein rijdt. In dat geval geeft een groen licht geen rijtoestemming door en mag een machinist of treinbestuurder alleen rijden als hij via een andere weg een rijtoestemming kreeg van de seinhuiswachter of verkeersleider.
Bij moderne seinstelsels geeft een groen licht ook een rijtoestemming door en mag de machinist rijden als een sein groen toont.

### Vormkenmerken
- Een seinstelsel kan bestaan uit cabineseinen in de cabine of uit baanseinen langs de spoorbaan.
- Baanseinen kennen soms bewegende onderdelen, zoals de armseinen uit de tijd van de klassieke beveiliging. Armseinen worden vaak gecombineerd met lichten, zodat ze ook bij duisternis waarneembaar zijn. Lichtseinen hebben lichten in principe geen beweegbare onderdelen, hoewel oude typen lichtseinen soms een mechanische kleurwisselaar hadden. Dit bewegende onderdeel bevindt zich in de omhuizing van het sein en is niet van buiten af zichtbaar.
- De onderlinge positie van bijvoorbeeld de lichten van een sein hebben vaak betekenis. Dan spreekt men van een vormsein. Het Belgische lichtseinstelsel heeft daarvan enkele kenmerken. Een groen en geel licht die onderling verticaal geplaatst zijn hebben een andere betekenis dan dezelfde lichten horizontaal geplaatst. En seinen voor treinen die in de tegen de normale richting van het spoor in rijden zijn spiegelbeeldig aan de seinen voor treinen die het spoor in de normale richting berijden. Ook cijfers moeten als een vormsein gezien worden.
- Cabineseinen kunnen getoond worden op een beeldscherm. Oudere vormen van cabineseinen maken gebruik van lampjes. Cabineseinen en de informatie over de huidige snelheid van de trein kunnen geïntegreerd zijn. ATB nieuwe generatie is daar een voorbeeld van, en maakt gebruik van lampjes. Het European train control system (ETCS) is daar een tweede voorbeeld van, en maakt gebruik van een beeldscherm.
- Als rijtoestemmingen mondeling worden doorgegeven, bijvoorbeeld via een radioverbinding, zijn seinen die deze informatie doorgeven niet nodig.
- Een rijtoestemming wordt soms ook fysiek aangegeven, door het aangeven van een staf of ander voorwerp. Een trein mag dan een bepaald traject alleen berijden als de machinist in het bezit is van de staf die bij dat traject hoort. Het is een werkwijze die toepasbaar is bij enkelsporige trajecten. Zo zijn er op de smalspoorlijn Kalka-Shimla in India nog steeds zilveren ballen in gebruik.

### Functionele kenmerken
- Een seinstelsel kan heel eenvoudig zijn en relatief weinig informatie geven, of juist veel informatie geven en relatief ingewikkeld zijn.
- Een seinstelsel kan hoofdzakelijk gericht zijn op het geven van informatie, of hoofdzakelijk op het geven toestemmingen en/of opdrachten.
  - Een richtingstelsel informeert de machinist over de stand van de wissels, zodat hij de snelheid daarop kan aanpassen. Een richtingstelsel is in vrij grote mate gericht op het geven van informatie. Een richtingstelsel doet een beroep op de verantwoordelijkheid van de machinist om zijn snelheid aan de omstandigheden, zoals de ligging van de wissels, aan te passen. Het vereist dat de machinist goed op de hoogte is van de spoorsituatie, hij moet ‘wegbekendheid’ hebben.
  - Een snelheidstelsel geeft aan dat de machinist met een bepaalde maximumsnelheid mag rijden, of geeft opdracht om tot een bepaalde snelheid af te remmen. Een snelheidstelsel is dus meer gericht op het geven van opdrachten en toestemmingen. Een machinist hoeft dan minder wegbekendheid te hebben.
  - Een snelheidstelsel kan alleen gericht zijn op een veilig verloop van het treinverkeer, of ook op het correct uitvoeren van de dienstregeling. In dat laatste geval wordt de machinist vaak ondersteund met snelheidsadviezen. Deze adviezen kunnen opgenomen zijn in het seinstelsel, ze kunnen ook via een apart systeem aan de machinist doorgegeven worden. In een verdere ontwikkeling wordt de besturing van deels of volledig geautomatiseerd. Dat is automatische treinbesturing, in het Engels 'automatic train operation' (ATO).

### Kwaliteitskenmerken
Een seinstelsel waarbij een bepaald seinbeeld meer dan één betekenis heeft zal niet betrouwbaar zijn. Een stelsel is pas veilig als het volledig is. Een stelsel moet ook aanpasbaar zijn om te kunnen voldoen aan belangrijke nieuwe wensen van de spoorwegvervoerder of van de spoorwegbeheerder. Daarom moet bijvoorbeeld uitbreiding mogelijk zijn. Hieronder volgt een overzicht van kwaliteitskenmerken:
1. Leesbaarheid van de seinbeelden. De betekenis van een seinbeeld moet gemakkelijk te begrijpen zijn. Als er meer lichten tegelijk zichtbaar zijn vormen de lichten bij voorkeur een duidelijke figuur, bijvoorbeeld een rechte lijn.
2. Duidelijkheid van begrippen. Zoals een duidelijk onderscheid tussen opdrachten, toestemmingen en informatie. Een ander voorbeeld is een duidelijk onderscheid tussen opdrachten om te stoppen, opdrachten om snelheid te verminderen en toestemmingen om door te rijden.
3. Onderscheid van de seinbeelden. Kleurverschillen moeten zo duidelijk mogelijk zijn. Als er meer lichten tegelijk zichtbaar zijn en de figuur die zij vormen een betekenis heeft (vormsein), dan moeten de figuren makkelijk van elkaar te onderscheiden zijn. Bijvoorbeeld lichten in een horizontale lijn of in een duidelijk hellende lijn.
4. Faalveiligheid. Een storing, bijvoorbeeld een licht dat het niet meer doet, mag niet leiden tot een minder beperkend seinbeeld.
5. Eenvoud. Voor elk begrip niet meer dan één seinbeeld en geen overvloed aan begrippen. De betekenis van een seinbeeld is bij voorkeur niet afhankelijk van eerder gepasseerde seinen.
6. Ondubbelzinnigheid. Een seinbeeld mag maar één betekenis hebben.
7. Volledigheid. Voor elk begrip moet er een seinbeeld zijn.
8. Uitbreidbaarheid. Als aan een seinstelsel een nieuw seinbeeld moet worden toegevoegd mag dat bovenstaande kenmerken geen geweld doen.

## Voorbeelden

### Nederlands seinstelsel 1955

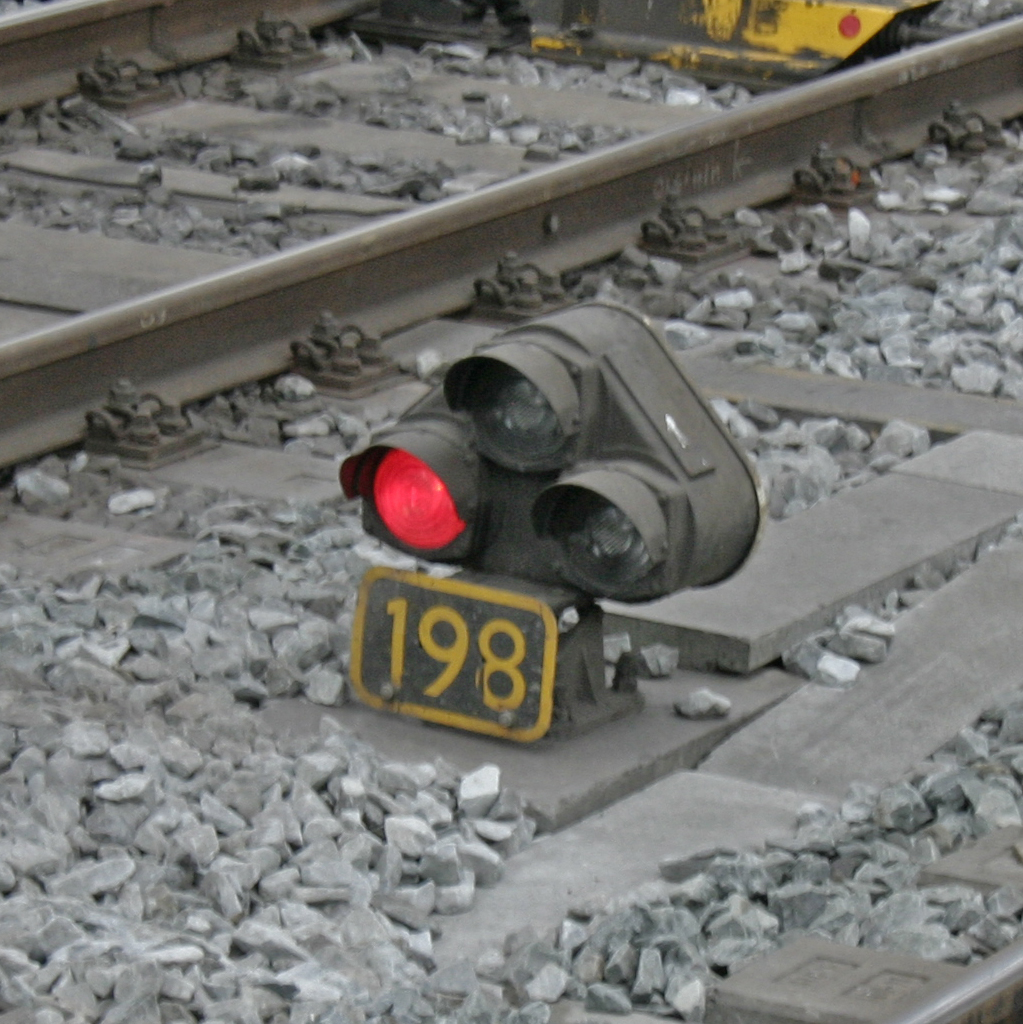
Een Nederlands dwergsein dat onderdeel is van het seinstelsel 1955. Dit sein staat bij station Amsterdam CS.

Het seinstelsel dat in Nederland wordt gebruikt is ingevoerd als seinstelsel 1955. Dit Nederlandse seinstelsel is in vergelijking met de seinstelsels in het buitenland heel eenvoudig. De betekenissen van seinen zijn daardoor gemakkelijk af te lezen. Het is een snelheidsseinstelsel. Nederlandse seinen laten gewoonlijk slechts één licht zien, namelijk groen, geel of rood. Een groen of geel licht wordt soms gecombineerd met een getal. De getallen geven snelheden aan in tientallen km/h. Een getal bij een groen licht betekent dat het sein met die snelheid voorbij gereden mag worden; een cijfer bij een geel licht betekent dat de snelheid tot die waarde begrensd moet worden en uiterlijk bij het volgende sein bereikt moet zijn. De borden langs de baan die aangeven wat de maximumsnelheid op het betreffende baanvak is horen ook bij dit seinstelsel.

### Nederlands seinstelsel 1949
In Nederland heeft enige tijd nog een ander lichtseinstelsel in Nederland bestaan, namelijk het seinstelsel 1949. Dit seinstelsel kende seinen met drie boven elkaar geplaatste lichten, driehoogteseinen. Vaak toonden seinen van dit seinstelsel één groen licht en twee witte tel- of markeerlichten. De plaats van het groene licht gaf aan hoe snel het sein voorbij gereden mocht worden:
- met hoge snelheid (maximaal de met borden aangegeven baanvaksnelheid) als het bovenste licht groen was.
- met middensnelheid (maximaal 90 km/h) als het middelste licht groen was.
- met lage snelheid (maximaal 45 km/h) als het onderste licht groen was.

Eén groen licht met daaronder twee witte lichten betekende bijvoorbeeld dat de trein mocht passeren met de op het betreffende baanvak geldende maximumsnelheid, en dat ook het volgende sein met die snelheid gepasseerd mocht worden. Twee groene lichten met daartussen een wit licht betekende dat de trein het sein met hoge snelheid mocht passeren, en dat de snelheid van de trein bij het volgende sein tot 45 km/h begrensd moest zijn. Dit seinstelsel is afgeleid van seinstelsels uit Noord-Amerika.
De seinbeelden van de driehoogteseinen bleken in de praktijk twee belangrijke problemen op te leveren. Het eerste was een waarnemingsprobleem, het bleek namelijk dat de groene en witte lichten niet altijd correct afgelezen werden. Het verschil tussen bijvoorbeeld twee groene lichten met een wit licht ertussen was in de praktijk niet voldoende goed te onderscheiden van groen licht met twee witte lichten daaronder. De interpretatie van de seinbeelden vormde een tweede probleem. Het werd door machinisten als onlogisch ervaren dat groene lichten opdracht gaven tot het verminderen van de snelheid. In vrijwel alle andere seinstelsels worden daarvoor oranje lichten gebruikt. De laatste driehoogteseinen stonden bij Zwolle. Deze zijn verwijderd op 14 december 1980 bij de indienststelling van een nieuwe beveiliging.

### Een Nederlands richtingsseinstelsel
De armseinen die in Nederland gebruikt werden vormden in essentie een richtingsseinstelsel. Waar bij een snelheidsstelsel prioriteit geven wordt aan het doorgeven van snelheden, wordt bij een richtingsseinstelsel de prioriteit gegeven aan het aangeven van de ligging van wissels die de trein nadert.

### Het Belgische seinstelsel

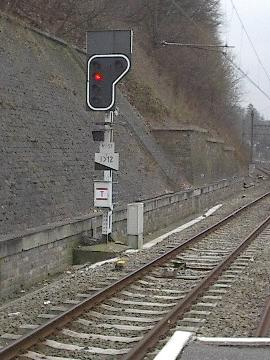
Belgisch lichtsein

Ook het Belgische seinstelsel is een snelheidsseinstelsel, maar meer dan in het Nederlandse seinstelsel 1955 geeft het Belgische seinstelsel de mogelijkheid om de ligging van wissels aan te geven, wat een kenmerk van een richtingsseinstelsel. Een ander kenmerk van het Belgische seinstelsel is dat het een duidelijk onderscheid maakt tussen links en rechts rijden. Links rijden wordt regime normaalspoor genoemd, rechts rijden het regime tegenspoor. Daarmee wordt duidelijker bij welk spoor een bepaald sein hoort.
Het Belgische lichtsein (zie hiernaast) is ook een vormsein, wat betekent dat niet alleen de kleur van de lichten van belang is voor de betekenis, maar ook de vorm die de lichten aangeven. Zo komt de betekenis van geel-groen horizontaal overeen met het Nederlandse seinbeeld geel met het getal vier en geeft aan dat het volgende met maximaal 40 km/h gepasseerd mag worden. De betekenis van geel-groen verticaal komt overeen met het Nederlandse seinbeeld geel met een knipperend getal en is een vooraankondiging van een sein dat aangeeft dat het daarop volgende sein een snelheidsbeperking oplegt of stop zal tonen. Die vooraankondiging wordt gedaan in die gevallen dat de afstand tussen de laatste twee seinen te kort is om de remming tijdig in te kunnen zetten.
Een bijzonderheid is dat het Belgische seinstelsel een onderscheid maakt tussen 'grote beweging' en 'kleine beweging'. Een kleine (trein)beweging heeft overeenkomsten met een rangeerbeweging, maar kan ook buiten een rangeer- of stationsemplacement plaatsvinden. Er zijn geen andere seinstelsels waarin dit onderscheid wordt gemaakt.

### Het ERTMS/ETCS cabinesein

De snelheidswijzer in het bedienscherm van het ETCS. De snelheidswijzer heeft een kloeke as waarin de snelheid van de trein wordt getoond. De kleur van de snelheidswijzer is belangrijk, want de kleur is eigenlijk een spoorwegsein! Grijs betekent 'normaal', wat inhoudt dat niet hoeft te worden geremd.

Als een trein gebruik maakt van het European rail traffic management system (ERTMS) dan ontvangt de machinist alle informatie, ook de seinbeelden, via de driver machine interface (DMI). Dit is het bedienscherm van het ERTMS/ETCS. De signalering via de DMI is op te vatten als een seinstelsel.
De wijzer in de snelheidsklok op de DMI lijkt het meest op een spoorwegsein. De wijzer heeft een kloeke as waarin de huidige snelheid van de trein wordt aangegeven. De wijzer wijst de huidige snelheid natuurlijk ook aan op de snelheidsklok. De wijzer kan een aantal kleuren aannemen. Grijs en geel worden het meest getoond. Geel betekent dat de trein moet remmen, grijs betekent dat de trein niet of niet meer hoeft te remmen. De kleuren oranje en rood worden minder vaak getoond. Deze twee kleuren geven aan dat de treinbeïnvloedingsfunctie van het ETCS ingrijpt. Oranje geldt als waarschuwing, rood geeft aan dat de treinapparatuur automatisch een remingreep doet.
Deze integratie van seingeving en treinbeïnvloeding komt bij baanseinen niet voor. De enige overeenkomst in het kleurgebruik van de ETCS-DMI en het kleurgebruik van de meeste seinstelsels met baanseinen is de kleur geel, die in beide gevallen aangeeft dat de snelheid begrensd moet worden. Maar ook hier is een verschil: wat werkelijk geel is bij de ETCS-DMI is amber of oranje bij baanseinen, terwijl oranje bij de ETCS-DMI in gebruik is voor signalering van de treinbeïnvloeding. De wijzer neemt nooit de kleur groen aan.

### Seinstelsels in Noord-Amerika
In Noord-Amerika zijn er meerdere seinstelsels in gebruik. Opvallend is dat de seinstelsels in Noord-Amerika vaak dezelfde begrippen kennen, maar dat de Noord-Amerikaanse seinbeelden die deze begrippen aan de machinist tonen sterk uiteenlopen.

#### Begrippen
De begrippen van Noord-Amerikaanse seinen worden met korte aanduidingen omschreven. Dat geldt ook voor snelheden. Het seinbeeld clear is bijvoorbeeld vergelijkbaar met een groen sein dat aangeeft dat verder gereden mag worden met de ter plaatse geldende maximumsnelheid (de baanvaksnelheid).

#### Seinbeelden
Het begrip clear wordt in Noord-Amerika al lang niet meer aangegeven met een wit licht. Afhankelijk van het seinstelsel kan het begrip “clear” wel zijn aangegeven met drie boven elkaar geplaatste oranje lichten, of met één groen licht, of met twee groene lichten boven elkaar, of met een groen licht boven één of twee rode lichten daaronder.
Seinen die op één lijn boven elkaar geplaatste lichten tonen worden in de Verenigde Staten color light signals genoemd. Het Nederlandse 'seinstelsel 1949', dat hierboven is besproken, zijn afgeleid van deze color light signals.

#### Rijtoestemming niet via sein
In Noord-Amerika werden rijtoestemmingens lange tijd niet door seinen gegeven, maar door dispatchers. De functie van dispatcher is vergelijkbaar met die van treindienstleider. Een veilig sein gaf alleen aan dat een spoor niet bezet was. Het was daarom bijvoorbeeld mogelijk dat op twee opeenvolgende stations een trein stond, met de 'neuzen' naar elkaar toe, en beide machinisten een groen sein te zien kregen. Ook als slechts enkel spoor tussen deze twee stations ligt. Alleen de trein die van de dispatcher een rijtoestemming kreeg mocht gaan rijden. Vanaf de jaren '50 van de twintigste eeuw kwamen er beveiligingssystemen in dienst waarbij 'clear' ook een rijtoestemming doorgaf.
| Snelheidsaanduiding | Snelheid |
| ------------------- | --- |
| Normal Speed        | De maximumsnelheid die op een baankvak geldt. Vaak is dat 60 mph (97 km/h) voor goederentreinen en 70 mph (113 km/h) of 79 mph (127 km/h) voor personentreinen.                                                            |
| Limited speed       | Maximaal 40 mph (64 km/h) voor goederentreinen en 45 mph (72 km/h) voor personentreinen. |
| Medium speed        | Maximaal 30 mph (48 km/h). |
| Slow speed          | Maximaal 15 mph (24 km/h). |
| Restricted speed    | Maximaal 15 mph (24 km/h) en rekening houden met de noodzaak tot stoppen binnen de helft van de afstand die de machinist kan overzien, en voor wissels die in een verkeerde stand liggen of andere obstakels op het spoor. |

| Speed Clear seinbeelden (aankondigingen vrij baan) | Speed Approach seinbeelden (aankondigingen stopopdracht) | Approach Speed seinbeelden (aankondigingen snelheidsbeperking) | Most restrictive seinbeelden (de meest beperkende seinbeelden) |
| --- | --- | --- | --- |
| CLEAR | ADVANCE APPROACH | APPROACH LIMITED | RESTRICTING |
| Verder rijden met normal speed. Het spoor voor de trein is vrij. | Verder rijden en rekening houden met een stopopdracht bij het tweede volgende sein. Treinen die sneller rijden dan limited speed moeten de snelheid verminderen vanaf het sein dat ADVANCE APROACH toont.                     | Verder rijden en benader het volgende sein met ten hoogste limited speed. | Verder rijden met restricted speed. Deze snelheid niet overschrijden tot de eerste as van de trein een sein met een minder beperkend seinbeeld heeft gepasseerd én de trein het (stations)emplacement volledig heeft verlaten.                                    |
| LIMITED CLEAR | APPROACH | APPROACH MEDIUM | STOP AND PROCEED |
| Verder rijden met maximaal limited speed totdat de trein het (stations)emplacement volledig heeft verlaten. Dan is normal speed toegestaan. Het spoor voor de trein is vrij. | Verder rijden en rekening houden met een stopopdracht bij het volgende sein. Treinen die sneller rijden dan medium speed moeten de snelheid verminderen vanaf het sein dat APROACH toont.                                     | Verder rijden en benader het volgende sein met ten hoogste medium speed. | Stop voor het sein. Dan verder rijden met maximaal restricted speed en deze snelheid niet overschrijden tot de eerste as van de trein een sein met een minder beperkend seinbeeld heeft gepasseerd én de trein het (stations)emplacement volledig heeft verlaten. |
| MEDIUM CLEAR | MEDIUM APPROACH | MEDIUM APPROACH MEDIUM | STOP |
| Verder rijden met maximaal medium speed totdat de trein het (stations)emplacement volledig heeft verlaten. Dan is normal speed toegestaan. Het spoor voor de trein is vrij.  | Verder rijden en rekening houden met een stopopdracht bij het volgende sein. Treinen die sneller rijden dan medium speed moeten de snelheid verminderen zodra het sein dat MEDIUM APROACH toont goed zichtbaar is.            | Verder rijden met maximaal medium speed totdat de trein het (stations)emplacement volledig heeft verlaten. Benader het volgende sein met maximaal medium speed. Treinen die sneller rijden dan medium speed moeten de snelheid verminderen zodra het sein dat MEDIUM APROACH MEDIUM toont goed zichtbaar is. | Stop voor het sein. |
| SLOW CLEAR | SLOW APPROACH | APPROACH SLOW | |
| Verder rijden met maximaal slow speed totdat de trein het (stations)emplacement volledig heeft verlaten. Dan is normal speed toegestaan. Het spoor voor de trein is vrij.    | Verder rijden met maximaal slow speed totdat de trein het (stations)emplacement volledig heeft verlaten. Daarna mag de snelheid verhoogd worden tot medium speed. Rekening houden met een stopopdracht bij het volgende sein. | Verder rijden en benader het volgende sein met ten hoogste slow speed. Treinen die sneller rijden dan medium speed moeten de snelheid verminderen vanaf het sein dat APROACH SLOW toont. | |